# Noora Räty
Noora Räty, född den 29 maj 1989 i Esbo i Finland, är en finländsk ishockeyspelare.
Hon tog OS-brons i damernas ishockeyturnering i samband med de olympiska ishockeytävlingarna 2010 i Vancouver.